# 茶志內車站

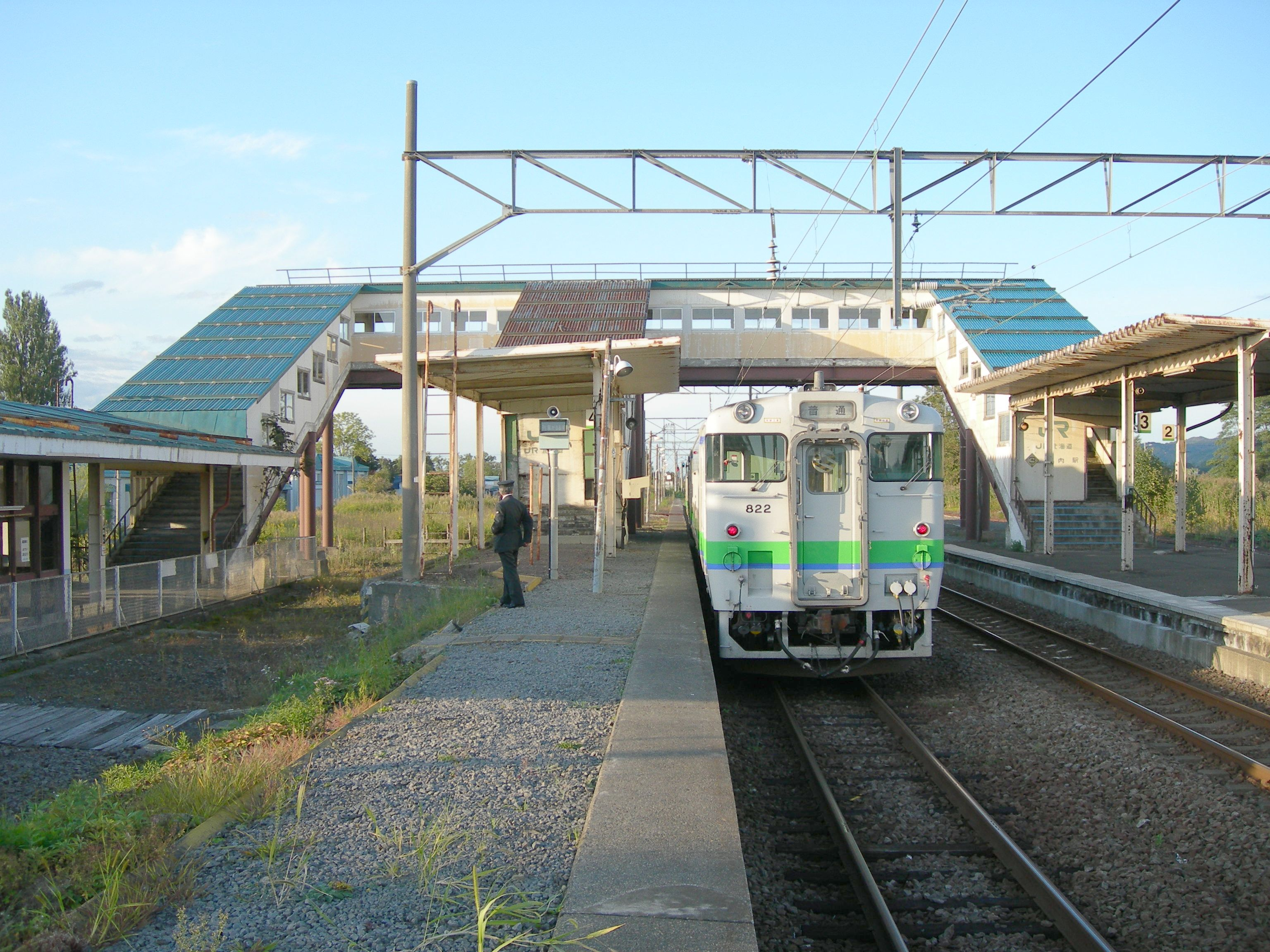
茶志內車站的月台區。從照片中可以看出，靠近站房側的側式月台原本應該是一座島式月台。

茶志內車站（日语：／ Chashinai eki */?）是一由北海道旅客鐵道（JR北海道）與日本貨物鐵道（JR貨物）所共用的鐵路車站，位於日本北海道美唄市茶志內町，是JR北海道函館本線沿線車站之一，屬於JR北海道本社（札幌總部）的直轄範圍。
站名來源於阿伊努語「casi-nay」（有堡壘的河流）或「cas-nay」（很快的河流）。

## 簡介
茶志內車站站內設有一座側式月台與一座島式月台，共三條乘車線，但靠近車站站房的月台原本是配置兩條路線的島式月台，但在廢除一邊的線路之後，成為不靠跨線天橋就能直接走上去的側式月台。
目前是無人車站的茶志內，在貨運列車還有在行駛的1997年之前原本曾有站員駐守。除此之外，在1952年至1967年之間，本站還曾是三菱礦業茶志內炭礦專用鐵道與函館本線的交會車站。

## 貨運業務
目前JR貨物在茶志內車站僅有提供車攜貨運（日语：車扱貨物）的臨時收發服務，已無貨運列車的運行或存在任何專用線。
在以往，本站曾有專用線通往位於車站東側的新日本石油美唄油槽所，因此有自本輪西車站至本站的石油輸送列車運行。由於油槽所的關閉，最後一般列車在2002年6月3日駛抵本站之後，正式結束茶志內的貨運列車班表，至於該專用線也在隔日（6月4日）廢線。

## 相鄰車站
北海道旅客鐵道（JR北海道）
■[函館本線
美唄（A16）－茶志內（A17）－奈井江（A18）